# Szklarska Poręba Średnia
Szklarska Poręba Średnia je železniční zastávka ve Szklarske Porębě v polském Dolnoslezském vojvodství. Leží v nadmořské výšce 674 m n. m.

## Popis
Nástupiště měří 127 metrů. Stanice je elektrizována napájecí soustavou 3 kV DC. Má jedno jednostranné nástupiště a jednu dopravní kolej. Leží na ulici Muzealna, pod horou Kępa (692 m) a u Dinoparku Szklarska Poręba.

## Doprava
Ze stanice odjíždějí vlaky ve směrech: Gdyně, Jelení Hora, Štětín, Szklarska Poręba, Varšava, 
Wroclaw.

## Cestující
V roce 2017 stanice obsluhovala 50–99 cestujících denně.